# Leo Koswal jr.
Leo Koswal (Breda, 13 oktober 1975) is een Nederlands voormalig profvoetballer die achtereenvolgens speelde voor Dordrecht'90, Vitesse, MVV, TOP Oss, Emmen en Excelsior. Nu is hij actief als strandvoetballer. Hij is een zoon van Leo Koswal sr.

## Carrière
| seizoen | club         | competitie     | wed. | goals |
| ------- | ------------ | -------------- | ---- | ----- |
| 1994/95 | Dordrecht'90 | Eredivisie     | 28   | 3     |
| 1995/96 | Vitesse      | Eredivisie     | 7    | 0     |
| 1996/97 | MVV          | Eerste divisie | 34   | 8     |
| 1997/98 | Vitesse      | Eredivisie     | 4    | 0     |
| 1998/99 | TOP Oss      | Eerste divisie | 24   | 2     |
| 1999/00 | Emmen        | Eerste divisie | 32   | 3     |
| 2000/01 | Emmen        | Eerste divisie | 27   | 1     |
| 2001/02 | Excelsior    | Eerste divisie | 28   | 5     |
| 2002/03 | Excelsior    | Eredivisie     | 26   | 2     |